# Беатриче Франкопан
Беатриче Франкопан (око 1482. - пре 1510) је била хрватска племкиња из породице Франкопан, супруга Иваниша Корвина.

## Биографија
Беатриче је била ћерка Бернардина Франкопана и Лујзе Арагонске. Имала је брата Крсту. Детињство је провела на двору угарског краља Матије Корвина, уз краљицу Беатриче, рођаку своје мајке. На пролеће 1496. године удала се за Иваниша (Јаноша) Корвина, Матијиног сина и хрватско-славонско-далматинског бана. Године 1499. живела је у Бихаћу где је 1500. године родила сина Крсту. Имала је и ћерку Елизабету. Године 1504. умро је Беатричин муж Иваниш, а следеће године и син Крсто. На наговор рођака Гргура I Франкопана, калочког надбискупа, Беатриче је 1505. године склопила уговор са Јадвигом Тешинском, удовицом палатина Запоље, о удаји своје ћерке Елизабете (када напуни 12 година) за Јадвигиног сина Ђорђа Запољу. Беатричино наследство би тиме, после њене смрти, припало Запољама. Елизабета се, међутим, убрзо помиње као вереница Миховила од Паловца. Умрла је 1508. године. На подстицај краља Владислава II, Беатриче се 1509. године поново удала за Ђорђа Бранденбуршког из династије Хоенцолерн. Сви њени поседи припали су Ђорђу са којим је исте године присуствовала крунисању Лудвига, Владиславовог сина, за чешког краља у Прагу. Беатриче је основала цркву у Врбовцу (1506) посвећену Блаженој Девици.